# 能源業發展辦公室
能源業發展辦公室（GDSE）是澳門特別行政區的政府部門，負責促進和協調一切與能源業有關的活動。能源業發展辦公室於2005年1月24日成立，由運輸工務司監督，由一名主任領導及一名副主任輔助。
2021年1月1日起，能源業發展辦公室將併入環境保護局。

## 組織法例
- 第11/2005號行政長官批示 （2005年1月24日《澳門特別行政區公報》）設立能源業發展辦公室。
- 第267/2012號行政長官批示（2012年9月24日《澳門特別行政區公報》）將能源業發展辦公室的存續期延長。
- 第346/2014號行政長官批示（2014年12月9日《澳門特別行政區公報》）延長能源業發展辦公室的存續期。
- 第344/2016號行政長官批示（2016年10月17日《澳門特別行政區公報》）將能源業發展辦公室的存續期延長兩年。
- 第94/2018號行政長官批示（2018年5月7日《澳門特別行政區公報》）將能源業發展辦公室的存續期延長兩年。

## 職責
- 協助政府執行監督職能及制定對該行業實行的政策；
- 根據澳門特別行政區社會經濟發展前景和環境問題，制定該行業的發展計劃和規劃，並跟進其執行；
- 推動落實既定政策和已批准的計劃和規劃的所需措施；
- 促進和參與制定有關行業活動的法例和規章，並監察其執行；
- 促進能源產品的合理使用及提高其消耗效能，以達到一個能源供應可靠和優質及把對環境的有害影響減至最低的經濟目標；
- 制定能源產品的生產、運輸和儲存設施及設備的技術條件，並特別在環境方面，推動和協調制定適當的規章和技術規範；
- 推動有關制定能源產品價格的研究；
- 協調由其負責的基礎設施的項目；
- 跟進和監察該行業的公共服務專營公司的活動，以及推動可能批給新業務的所需措施；
- 促進與澳門特別行政區或境外的公共或私人機構的合作關係，以便利用該行業技術和規章方面的發展優勢。